# 平罗县
平羅縣是中華人民共和國寧夏回族自治區石嘴山市轄下的一個縣。面積共2608平方公里，縣人民政府駐城關鎮。

## 簡介
倚靠黃河流域，本為著名的農業區，雖低窪鹽鹼荒地面積大、分佈廣，但仍以科技方式從事農業。今以小麦為種植為主，長日照的該農物，亦為該區特產。
該區的邮政编码為753400，电话区号为0952。著名旅游景区有沙湖，玉皇阁。宁夏平罗中学为当地著名中学。

## 人口
根據第七次人口普查數據，截至2020年11月1日零時，平羅縣常住人口為274206人。

## 行政区划
平罗县下辖7个镇、6个乡：
城关镇、黄渠桥镇、宝丰镇、头闸镇、姚伏镇、崇岗镇、陶乐镇、高庄乡、灵沙乡、渠口乡、通伏乡、高仁乡、红崖子乡和前进农场。

## 交通
- 109国道过境。